# Кармона, Лаутаро
Лаутаро Кармона Сото (исп. Lautaro Carmona Soto, 26 апреля 1952 года, Лимаче, Чили) — чилийский политический деятель. Председатель Коммунистической партии Чили с 2023 года. Генеральный секретарь ЦК КПЧ (2005—2023). Депутат Палаты депутатов Чили от региона Атакама (2010—2018), первый коммунист, который смог избраться в Национальный Конгресс (благодаря соглашению между КПЧ и «Коалицией партий за демократию» о выдвижении единого списка) после падения военной диктатуры генерала Пиночета.